# 손영래
손영래(1946년 ~ )는 대한민국의 공무원, 기업인이다. 국세청장을 역임하였다. 현재 서정법무법인 고문으로 활동하고 있다.

## 학력
- 연세대학교 행정학과 학사
- 연세대학교 행정대학원 행정학 석사

## 약력
- 국세청 조사국장
- 서울지방국세청장
- 국세청장
- 법무법인 서정 고문
- 효성 사외이사

| 전임 안정남 | 제13대 국세청장 2001년 9월 10일 ~ 2003년 3월 23일 | 후임 이용섭 |